# Milan-San Remo 2008
La 99e édition de la course cycliste Milan-San Remo  a eu lieu le 22 mars 2008 sur une distance de 298 kilomètres. L'épreuve fait partie de l'UCI Europe Tour 2008.

## Présentation

### Le contexte
Disputé simultanément le week-end suivant Tirreno-Adriatico, Milan-San Remo a également en commun avec la « course des deux mers » d'avoir quitté le UCI ProTour dont il faisait partie depuis 2005. Il se dispute néanmoins sous l'égide de l'Union cycliste internationale, au sein de l'UCI Europe Tour en catégorie 1.HC.

### Parcours
Long de 298 kilomètres, le parcours démarre de Milan pour rejoindre la côte ligurienne à l'est de Gênes et suit ensuite le littoral jusque San Remo. Ce trajet comprenant les côtes du Poggio et de la Cipressa dans ses 25 derniers kilomètres est semblable aux éditions précédentes, mais comprend deux différences notables. Une nouvelle difficulté est introduite : appelée Le Mànie, son sommet se situe au 204e kilomètre de course. Elle est longue de 4700 mètres, pour une pente moyenne de 6,7 %. L'arrivée n'est pas située sur la traditionnelle Via Roma, occupée par des festivités, mais en bord de côte sur le Lungomare Italo Calvino.

### Équipes
Comme Amaury Sport Organisation, organisateur notamment du Tour de France et de Paris-Nice, RCS Sport s'est libérée de l'obligation d'inviter toutes les équipes ProTour. Ainsi, la formation Astana n'est pas présente. Les équipes continentales professionnelles Barloworld, Tinkoff Credit Systems, CSF Group Navigare, Serramenti PVC Diquigiovanni, LPR Brakes et Slipstream Chipotle et NGC Medical-OTC Industria Porte ainsi que l'équipe continentale Miche-Silver Cross sont invitées.
| ProTeams (17)- Rabobank - AG2R-La Mondiale - Bouygues Telecom - Caisse d'Épargne - Cofidis-Le Crédit par Téléphone - Crédit agricole - Euskaltel-Euskadi - La Française des jeux - Gerolsteiner - High Road - Lampre - Liquigas - Quick Step - Saunier Duval-Scott - Silence-Lotto - CSC - Team Milram Équipes continentales professionnelles (7)- Barloworld - CSF Group-Navigare - Serramenti PVC Diquigiovanni-Androni Giocattoli - LPR Brakes-Farnese Vini - NGC Medical-OTC Industria Porte - Slipstream-Chipotle - Tinkoff Credit Systems Équipe continentale- Miche-Silver Cross |
| |

## La course
La course est marqué par une longue échappée de 250 km. Un groupe de quatre coureurs, composé de William Frischkorn (Slipstream Chipotle), Filippo Savini (CSF Group Navigare), Nicola D'Andrea (Miche-Silver Cross) et Raivis Belohvoščiks (Saunier Duval-Scott), a compté jusqu'à 18 minutes d'avance avant de se faire reprendre à trente kilomètres de l'arrivée. Plus loin, dans la Cipressa l'Italien Paolo Bettini attaque en compagnie du Suédois Thomas Lövkvist (Team High Road). Ils sont rapidement rejoints par Niklas Axelsson (Diquigiovanni) et Davide Rebellin (Gerolsteiner). Ce groupe est repris à l'entame du Poggio par le peloton lancé par l'équipe Liquigas, tandis que les coureurs attardés dans la Cipressa font peu à peu leur retour.
Dans la dernière ascension, Alessandro Bertolini (Diquigiovanni) passe à l'offensive, suivis par Philippe Gilbert, déjà à l'attaque dans cette difficulté lors de l'édition précédente, Filippo Pozzato, Alessandro Ballan, Rinaldo Nocentini, Davide Rebellin, Fabian Cancellara et Óscar Freire. Dans la descente, un groupe d'une quinzaine de coureurs se trouve en tête. L'entrée dans San Remo voit une vaine attaque d'Íñigo Landaluze contrée par Fabian Cancellara à deux kilomètres de l'arrivée. Le coureur suisse de la CSC n'est pas rejoint par ses poursuivants mal organisés et franchit seul la ligne d'arrivée  après sept heures et quatorze minutes de course, avec quatre secondes d'avances sur le groupe réglé au sprint par Filippo Pozzato devant Philippe Gilbert.
Deux ans après son succès à Roubaix, Fabian Cancellara ajoute un « monument du cyclisme » à son palmarès, d'une manière similaire à sa victoire d'étape à Compiègne sur le Tour de France 2007. Après le Monte Paschi Eroica et Tirreno-Adriatico, il s'agit également de sa troisième victoire en trois épreuves consécutives, le plaçant comme favori du prochain Tour des Flandres.

## Classement
| \| Classement général \| Classement général \| Classement général \| Classement général \| Classement général \| \| Coureur \| Coureur \| Pays \| Équipe \| Temps \| \| ------------------ \| -------------------- \| ------------------ \| ----------------------------------------------- \| ------------------ \| \| 1er \| Fabian Cancellara \| Suisse \| CSC \| 7 h 14 min 35 s \| \| 2e \| Filippo Pozzato \| Italie \| Liquigas \| + 4 s \| \| 3e \| Philippe Gilbert \| Belgique \| La Française des jeux \| + 4 s \| \| 4e \| Davide Rebellin \| Italie \| Gerolsteiner \| + 4 s \| \| 5e \| Mirco Lorenzetto \| Italie \| Lampre \| + 4 s \| \| 6e \| Anthony Geslin \| France \| Bouygues Telecom \| + 4 s \| \| 7e \| Rinaldo Nocentini \| Italie \| AG2R-La Mondiale \| + 4 s \| \| 8e \| Óscar Freire \| Espagne \| Rabobank \| + 5 s \| \| 9e \| Thor Hushovd \| Norvège \| Crédit Agricole \| + 5 s \| \| 10e \| Kurt Asle Arvesen \| Norvège \| CSC \| + 5 s \| \| 11e \| Alessandro Bertolini \| Italie \| Serramenti PVC Diquigiovanni-Androni Giocattoli \| + 5 s \| \| 12e \| Enrico Gasparotto \| Italie \| Barloworld \| + 5 s \| \| 13e \| Raffaele Illiano \| Italie \| Serramenti PVC Diquigiovanni-Androni Giocattoli \| + 8 s \| \| 14e \| Íñigo Landaluze \| Espagne \| Euskaltel-Euskadi \| + 11 s \| \| 15e \| Franco Pellizotti \| Italie \| Liquigas \| + 12 s \| \| 16e \| Alessandro Ballan \| Italie \| Lampre \| + 13 s \| \| 17e \| Erik Zabel \| Allemagne \| Team Milram \| + 14 s \| \| 18e \| Alessandro Petacchi \| Italie \| Team Milram \| + 14 s \| \| 19e \| Baden Cooke \| Australie \| Barloworld \| + 14 s \| \| 20e \| Nick Nuyens \| Belgique \| Cofidis-Le Crédit par Téléphone \| + 14 s \| |                      |           |                                                 |                 |
| |                      |           |                                                 |                 |
| |                      |           |                                                 |                 |
| Classement général |                      |           |                                                 |                 |
| Coureur | Coureur              | Pays      | Équipe                                          | Temps           |
| 1er | Fabian Cancellara    | Suisse    | CSC                                             | 7 h 14 min 35 s |
| 2e | Filippo Pozzato      | Italie    | Liquigas                                        | + 4 s           |
| 3e | Philippe Gilbert     | Belgique  | La Française des jeux                           | + 4 s           |
| 4e | Davide Rebellin      | Italie    | Gerolsteiner                                    | + 4 s           |
| 5e | Mirco Lorenzetto     | Italie    | Lampre                                          | + 4 s           |
| 6e | Anthony Geslin       | France    | Bouygues Telecom                                | + 4 s           |
| 7e | Rinaldo Nocentini    | Italie    | AG2R-La Mondiale                                | + 4 s           |
| 8e | Óscar Freire         | Espagne   | Rabobank                                        | + 5 s           |
| 9e | Thor Hushovd         | Norvège   | Crédit Agricole                                 | + 5 s           |
| 10e | Kurt Asle Arvesen    | Norvège   | CSC                                             | + 5 s           |
| 11e | Alessandro Bertolini | Italie    | Serramenti PVC Diquigiovanni-Androni Giocattoli | + 5 s           |
| 12e | Enrico Gasparotto    | Italie    | Barloworld                                      | + 5 s           |
| 13e | Raffaele Illiano     | Italie    | Serramenti PVC Diquigiovanni-Androni Giocattoli | + 8 s           |
| 14e | Íñigo Landaluze      | Espagne   | Euskaltel-Euskadi                               | + 11 s          |
| 15e | Franco Pellizotti    | Italie    | Liquigas                                        | + 12 s          |
| 16e | Alessandro Ballan    | Italie    | Lampre                                          | + 13 s          |
| 17e | Erik Zabel           | Allemagne | Team Milram                                     | + 14 s          |
| 18e | Alessandro Petacchi  | Italie    | Team Milram                                     | + 14 s          |
| 19e | Baden Cooke          | Australie | Barloworld                                      | + 14 s          |
| 20e | Nick Nuyens          | Belgique  | Cofidis-Le Crédit par Téléphone                 | + 14 s          |

## Liste des participants
| Rabobank RAB | Rabobank RAB              | Rabobank RAB |
| ------------ | ------------------------- | ------------ |
| Num          | Coureur                   | Pos          |
| 1            | Óscar Freire (ESP)        | 8e           |
| 2            | Marc de Maar              | 93e          |
| 3            | Juan Antonio Flecha (ESP) | 41e          |
| 4            | Pedro Horrillo (ESP)      | 81e          |
| 5            | Sebastian Langeveld (NED) | 44e          |
| 6            | Paul Martens (GER)        | 114e         |
| 7            | Koos Moerenhout (NED)     | 92e          |
| 8            | Grischa Niermann (GER)    | 136e         |

| AG2R-La Mondiale ALM | AG2R-La Mondiale ALM    | AG2R-La Mondiale ALM |
| -------------------- | ----------------------- | -------------------- |
| Num                  | Coureur                 | Pos                  |
| 11                   | Martin Elmiger (SUI)    | 21e                  |
| 12                   | Sylvain Calzati (FRA)   | AB                   |
| 13                   | Renaud Dion (FRA)       | 103e                 |
| 14                   | Yuriy Krivtsov (UKR)    | 75e                  |
| 15                   | Rene Mandri (EST)       | 90e                  |
| 16                   | Lloyd Mondory (FRA)     | 27e                  |
| 17                   | Rinaldo Nocentini (ITA) | 7e                   |
| 18                   | Aliaksandr Usau (BLR)   | AB                   |

| Barloworld BAR | Barloworld BAR             | Barloworld BAR |
| -------------- | -------------------------- | -------------- |
| Num            | Coureur                    | Pos            |
| 21             | Patrick Calcagni (SUI)     | 51e            |
| 22             | Giampaolo Cheula (ITA)     | 142e           |
| 23             | Baden Cooke (AUS)          | 19e            |
| 24             | Enrico Gasparotto (ITA)    | 12e            |
| 25             | Robert Hunter (RSA)        | 141e           |
| 26             | Paolo Longo Borghini (ITA) | 46e            |
| 27             | Carlo Scognamiglio (ITA)   | 70e            |
| 28             | Mauricio Soler (COL)       | 119e           |

| Bouygues Telecom BTL | Bouygues Telecom BTL   | Bouygues Telecom BTL |
| -------------------- | ---------------------- | -------------------- |
| Num                  | Coureur                | Pos                  |
| 31                   | Dimitri Champion (FRA) | AB                   |
| 32                   | Xavier Florencio (ESP) | 24e                  |
| 33                   | Anthony Geslin (FRA)   | 6e                   |
| 34                   | Vincent Jérôme (FRA)   | 100e                 |
| 35                   | Arnaud Labbe (FRA)     | 30e                  |
| 36                   | Rony Martias (FRA)     | 138e                 |
| 37                   | Alexandre Pichot (FRA) | AB                   |
| 38                   | Sébastien Turgot (FRA) | AB                   |

| Caisse d'Épargne GCE | Caisse d'Épargne GCE      | Caisse d'Épargne GCE |
| -------------------- | ------------------------- | -------------------- |
| Num                  | Coureur                   | Pos                  |
| 41                   | José Joaquín Rojas (ESP)  | 34e                  |
| 42                   | Imanol Erviti (ESP)       | 85e                  |
| 43                   | José Iván Gutiérrez (ESP) | 84e                  |
| 44                   | Arnaud Coyot (FRA)        | AB                   |
| 45                   | Pablo Lastras (ESP)       | 72e                  |
| 46                   | Luis Pasamontes (ESP)     | 38e                  |
| 47                   | Vladimir Karpets (RUS)    | 55e                  |
| 48                   | Joaquim Rodríguez (ESP)   | 59e                  |

| Cofidis-Le Crédit par Téléphone COF | Cofidis-Le Crédit par Téléphone COF | Cofidis-Le Crédit par Téléphone COF |
| ----------------------------------- | ----------------------------------- | ----------------------------------- |
| Num                                 | Coureur                             | Pos                                 |
| 51                                  | Sylvain Chavanel (FRA)              | 60e                                 |
| 52                                  | Kevin De Weert (BEL)                | AB                                  |
| 53                                  | Maxime Monfort (BEL)                | 108e                                |
| 54                                  | Frank Høj (DEN)                     | AB                                  |
| 55                                  | Sébastien Minard (FRA)              | 88e                                 |
| 56                                  | Nick Nuyens (BEL)                   | 20e                                 |
| 57                                  | Staf Scheirlinckx (BEL)             | 77e                                 |
| 58                                  | Tristan Valentin (FRA)              | 140e                                |

| Crédit Agricole C.A | Crédit Agricole C.A       | Crédit Agricole C.A |
| ------------------- | ------------------------- | ------------------- |
| Num                 | Coureur                   | Pos                 |
| 61                  | Dmitriy Fofonov (KAZ)     | 32e                 |
| 62                  | Alexandre Botcharov (RUS) | 71e                 |
| 63                  | Simon Gerrans (AUS)       | 147e                |
| 64                  | Sébastien Hinault (FRA)   | AB                  |
| 65                  | Jeremy Hunt (GBR)         | AB                  |
| 66                  | Thor Hushovd (NOR)        | 8e                  |
| 67                  | Gabriel Rasch (NOR)       | 148e                |
| 68                  | Éric Berthou (FRA)        | 116e                |

| CSF Group Navigare CSF | CSF Group Navigare CSF     | CSF Group Navigare CSF |
| ---------------------- | -------------------------- | ---------------------- |
| Num                    | Coureur                    | Pos                    |
| 71                     | Emanuele Sella (ITA)       | 57e                    |
| 72                     | Francesco Tomei (ITA)      | AB                     |
| 73                     | Luis Felipe Laverde (COL)  | 115e                   |
| 74                     | Tiziano Dall'Antonia (ITA) | 50e                    |
| 75                     | Matteo Priamo (ITA)        | 69e                    |
| 76                     | Maximiliano Richeze (ARG)  | 23e                    |
| 77                     | Filippo Savini (ITA)       | 125e                   |
| 78                     | Mauro Abel Richeze (ARG)   | AB                     |

| Serramenti PVC Diquigiovanni-Androni Giocattoli SDA | Serramenti PVC Diquigiovanni-Androni Giocattoli SDA | Serramenti PVC Diquigiovanni-Androni Giocattoli SDA |
| --------------------------------------------------- | --------------------------------------------------- | --------------------------------------------------- |
| Num                                                 | Coureur                                             | Pos                                                 |
| 81                                                  | Alessandro Bertolini (ITA)                          | 11e                                                 |
| 82                                                  | Francesco Ginanni (ITA)                             | AB                                                  |
| 83                                                  | Danilo Hondo (GER)                                  | 68e                                                 |
| 84                                                  | Daniele Nardello (ITA)                              | 64e                                                 |
| 85                                                  | Niklas Axelsson (SWE)                               | 101e                                                |
| 86                                                  | Gabriele Missaglia (ITA)                            | 45e                                                 |
| 87                                                  | Raffaele Illiano (ITA)                              | 13e                                                 |
| 88                                                  | José Serpa (COL)                                    | 49e                                                 |

| Euskaltel-Euskadi EUS | Euskaltel-Euskadi EUS  | Euskaltel-Euskadi EUS |
| --------------------- | ---------------------- | --------------------- |
| Num                   | Coureur                | Pos                   |
| 91                    | Javier Aramendia (ESP) | 104e                  |
| 92                    | Aitor Galdós (ESP)     | 26e                   |
| 93                    | Íñigo Landaluze (ESP)  | 14e                   |
| 94                    | Koldo Fernández (ESP)  | AB                    |
| 95                    | Egoi Martínez (ESP)    | 143e                  |
| 96                    | Juan José Oroz (ESP)   | 144e                  |
| 97                    | Rubén Pérez (ESP)      | 37e                   |
| 98                    | Alan Pérez (ESP)       | 113e                  |

| La Française des jeux FDJ | La Française des jeux FDJ | La Française des jeux FDJ |
| ------------------------- | ------------------------- | ------------------------- |
| Num                       | Coureur                   | Pos                       |
| 101                       | Sébastien Chavanel (FRA)  | AB                        |
| 102                       | Mickaël Delage (FRA)      | AB                        |
| 103                       | Philippe Gilbert (BEL)    | 3e                        |
| 104                       | Frédéric Guesdon (FRA)    | 91e                       |
| 105                       | Gianni Meersman (BEL)     | AB                        |
| 106                       | Christophe Mengin (FRA)   | AB                        |
| 107                       | Tom Stubbe (BEL)          | 149e                      |
| 108                       | Benoît Vaugrenard (FRA)   | 74e                       |

| Gerolsteiner GST | Gerolsteiner GST        | Gerolsteiner GST |
| ---------------- | ----------------------- | ---------------- |
| Num              | Coureur                 | Pos              |
| 111              | Davide Rebellin (ITA)   | 4e               |
| 112              | Heinrich Haussler (GER) | 131e             |
| 113              | Bernhard Kohl (AUT)     | 130e             |
| 114              | Andrea Moletta (ITA)    | 62e              |
| 115              | Stephan Schreck (GER)   | AB               |
| 116              | Stefan Schumacher (GER) | 54e              |
| 117              | Fabian Wegmann (GER)    | 47e              |
| 118              | Peter Wrolich (AUT)     | 128e             |

| High Road THR | High Road THR         | High Road THR |
| ------------- | --------------------- | ------------- |
| Num           | Coureur               | Pos           |
| 121           | Gerald Ciolek (GER)   | AB            |
| 122           | Bernhard Eisel (AUT)  | 107e          |
| 123           | Roger Hammond (GBR)   | 36e           |
| 124           | George Hincapie (USA) | 42e           |
| 125           | Kim Kirchen (LUX)     | 106e          |
| 126           | Andreas Klier (GER)   | 129e          |
| 127           | Thomas Lövkvist (SWE) | 86e           |
| 128           | Vicente Reynés (ESP)  | AB            |

| Lampre LAM | Lampre LAM              | Lampre LAM |
| ---------- | ----------------------- | ---------- |
| Num        | Coureur                 | Pos        |
| 131        | Alessandro Ballan (ITA) | 16e        |
| 132        | Fabio Baldato (ITA)     | 105e       |
| 133        | Marzio Bruseghin (ITA)  | 132e       |
| 134        | Massimiliano Mori (ITA) | AB         |
| 135        | Mirco Lorenzetto (ITA)  | 5e         |
| 136        | Christian Murro (ITA)   | AB         |
| 137        | Danilo Napolitano (ITA) | AB         |
| 138        | Patxi Vila (ESP)        | 63e        |

| Liquigas LIQ | Liquigas LIQ                | Liquigas LIQ |
| ------------ | --------------------------- | ------------ |
| Num          | Coureur                     | Pos          |
| 141          | Filippo Pozzato (ITA)       | 2e           |
| 142          | Michael Albasini (SUI)      | 118e         |
| 143          | Kjell Carlström (FIN)       | 95e          |
| 144          | Claudio Corioni (ITA)       | 154e         |
| 145          | Murilo Fischer (BRA)        | 96e          |
| 146          | Aliaksandr Kuschynski (BLR) | 117e         |
| 147          | Franco Pellizotti (ITA)     | 15e          |
| 148          | Manuel Quinziato (ITA)      | 97e          |

| LPR Brakes-Ballan LPR | LPR Brakes-Ballan LPR     | LPR Brakes-Ballan LPR |
| --------------------- | ------------------------- | --------------------- |
| Num                   | Coureur                   | Pos                   |
| 151                   | Danilo Di Luca (ITA)      | 58e                   |
| 152                   | Paolo Savoldelli (ITA)    | 87e                   |
| 153                   | Paolo Bailetti (ITA)      | 67e                   |
| 154                   | Riccardo Chiarini (ITA)   | 123e                  |
| 155                   | Giairo Ermeti (ITA)       | 122e                  |
| 156                   | Raffaele Ferrara (ITA)    | 151e                  |
| 157                   | Roberto Ferrari (ITA)     | 152e                  |
| 158                   | Daniele Pietropolli (ITA) | 33e                   |

| Miche-Silver Cross MIE | Miche-Silver Cross MIE      | Miche-Silver Cross MIE |
| ---------------------- | --------------------------- | ---------------------- |
| Num                    | Coureur                     | Pos                    |
| 161                    | Nicola d'Andrea (ITA)       | AB                     |
| 162                    | Enrico Degano (ITA)         | AB                     |
| 163                    | Massimo Giunti (ITA)        | 98e                    |
| 164                    | Pasquale Muto (ITA)         | 137e                   |
| 165                    | Przemysław Niemiec (POL)    | 66e                    |
| 166                    | Eddy Serri (ITA)            | 109e                   |
| 167                    | Krzysztof Szczawiński (POL) | 146e                   |
| 168                    | Stefano Usai (ITA)          | 126e                   |

| NGC Medical-OTC Industria Porte NGC | NGC Medical-OTC Industria Porte NGC | NGC Medical-OTC Industria Porte NGC |
| ----------------------------------- | ----------------------------------- | ----------------------------------- |
| Num                                 | Coureur                             | Pos                                 |
| 171                                 | Piergiorgio Camussa (ITA)           | 121e                                |
| 172                                 | Donato Cannone (ITA)                | 150e                                |
| 173                                 | Francesco Tizza (ITA)               | AB                                  |
| 174                                 | Massimiliano Maisto (ITA)           | 111e                                |
| 175                                 | Diego Nosotti (ITA)                 | AB                                  |
| 176                                 | Francesco Reda (ITA)                | AB                                  |
| 177                                 | Enrico Rossi (ITA)                  | 22e                                 |
| 178                                 | Alessio Signego (ITA)               | AB                                  |

| Quick Step QST | Quick Step QST           | Quick Step QST |
| -------------- | ------------------------ | -------------- |
| Num            | Coureur                  | Pos            |
| 181            | Paolo Bettini (ITA)      | 102e           |
| 182            | Carlos Barredo (ESP)     | 112e           |
| 183            | Tom Boonen (BEL)         | 29e            |
| 184            | Wilfried Cretskens (BEL) | AB             |
| 185            | Gert Steegmans (BEL)     | AB             |
| 186            | Andrea Tonti (ITA)       | 82e            |
| 187            | Matteo Tosatto (ITA)     | 61e            |
| 188            | Giovanni Visconti (ITA)  | 56e            |

| Saunier Duval-Scott SDV | Saunier Duval-Scott SDV    | Saunier Duval-Scott SDV |
| ----------------------- | -------------------------- | ----------------------- |
| Num                     | Coureur                    | Pos                     |
| 191                     | Raivis Belohvoščiks (LAT)  | 127e                    |
| 192                     | José Alberto Benítez (ESP) | 83e                     |
| 193                     | Eros Capecchi (ITA)        | 153e                    |
| 194                     | Ermanno Capelli (ITA)      | 110e                    |
| 195                     | Ángel Gómez (ESP)          | 35e                     |
| 196                     | Manuele Mori (ITA)         | 28e                     |
| 197                     | Aurélien Passeron (FRA)    | 76e                     |
| 198                     | Javier Mejías (ESP)        | AB                      |

| Silence-Lotto SIL | Silence-Lotto SIL        | Silence-Lotto SIL |
| ----------------- | ------------------------ | ----------------- |
| Num               | Coureur                  | Pos               |
| 201               | Robbie McEwen (AUS)      | 80e               |
| 202               | Yaroslav Popovych (UKR)  | 48e               |
| 203               | Christophe Brandt (BEL)  | AB                |
| 204               | Leif Hoste (BEL)         | 120e              |
| 205               | Maarten Tjallingii (NED) | 135e              |
| 206               | Greg Van Avermaet (BEL)  | 53e               |
| 207               | Wim Vansevenant (BEL)    | AB                |
| 208               | Johan Vansummeren (BEL)  | 133e              |

| Slipstream-Chipotle TSL | Slipstream-Chipotle TSL  | Slipstream-Chipotle TSL |
| ----------------------- | ------------------------ | ----------------------- |
| Num                     | Coureur                  | Pos                     |
| 211                     | Magnus Bäckstedt (SWE)   | AB                      |
| 212                     | Julian Dean (NZL)        | 25e                     |
| 213                     | Tyler Farrar (USA)       | AB                      |
| 214                     | Michael Friedman (USA)   | AB                      |
| 215                     | William Frischkorn (USA) | 124e                    |
| 216                     | Martijn Maaskant (NED)   | AB                      |
| 217                     | David Millar (GBR)       | 99e                     |
| 218                     | Christopher Sutton (AUS) | AB                      |

| CSC | CSC                     | CSC |
| --- | ----------------------- | --- |
| Num | Coureur                 | Pos |
| 221 | Fabian Cancellara (SUI) | 1er |
| 222 | Fränk Schleck (LUX)     | 52e |
| 223 | Marcus Ljungqvist (SWE) | 73e |
| 224 | Stuart O'Grady (AUS)    | 89e |
| 225 | Matti Breschel (DEN)    | 40e |
| 226 | Kurt Asle Arvesen (NOR) | 10e |
| 227 | Karsten Kroon (NED)     | 39e |
| 228 | Lars Bak (DEN)          | AB  |

| Team Milram MRM | Team Milram MRM           | Team Milram MRM |
| --------------- | ------------------------- | --------------- |
| Num             | Coureur                   | Pos             |
| 231             | Alessandro Petacchi (ITA) | 18e             |
| 232             | Erik Zabel (GER)          | 17e             |
| 233             | Niki Terpstra (NED)       | 145e            |
| 234             | Christian Knees (GER)     | 94e             |
| 235             | Fabio Sabatini (ITA)      | 65e             |
| 236             | Martin Müller (GER)       | AB              |
| 237             | Alberto Ongarato (ITA)    | 79e             |
| 238             | Marco Velo (ITA)          | 78e             |

| Tinkoff Credit Systems TCS | Tinkoff Credit Systems TCS | Tinkoff Credit Systems TCS |
| -------------------------- | -------------------------- | -------------------------- |
| Num                        | Coureur                    | Pos                        |
| 241                        | Daniele Contrini (ITA)     | AB                         |
| 242                        | Luca Mazzanti (ITA)        | 31e                        |
| 243                        | Ivan Rovny (RUS)           | AB                         |
| 244                        | Alberto Loddo (ITA)        | AB                         |
| 245                        | Alexander Serov (RUS)      | AB                         |
| 246                        | Nikita Eskov (RUS)         | 134e                       |
| 247                        | Nikolay Trusov (RUS)       | 139e                       |
| 248                        | Pavel Brutt (RUS)          | 43e                        |

| Rabobank RAB | Rabobank RAB              | Rabobank RAB |
| ------------ | ------------------------- | ------------ |
| Num          | Coureur                   | Pos          |
| 1            | Óscar Freire (ESP)        | 8e           |
| 2            | Marc de Maar              | 93e          |
| 3            | Juan Antonio Flecha (ESP) | 41e          |
| 4            | Pedro Horrillo (ESP)      | 81e          |
| 5            | Sebastian Langeveld (NED) | 44e          |
| 6            | Paul Martens (GER)        | 114e         |
| 7            | Koos Moerenhout (NED)     | 92e          |
| 8            | Grischa Niermann (GER)    | 136e         |

| AG2R-La Mondiale ALM | AG2R-La Mondiale ALM    | AG2R-La Mondiale ALM |
| -------------------- | ----------------------- | -------------------- |
| Num                  | Coureur                 | Pos                  |
| 11                   | Martin Elmiger (SUI)    | 21e                  |
| 12                   | Sylvain Calzati (FRA)   | AB                   |
| 13                   | Renaud Dion (FRA)       | 103e                 |
| 14                   | Yuriy Krivtsov (UKR)    | 75e                  |
| 15                   | Rene Mandri (EST)       | 90e                  |
| 16                   | Lloyd Mondory (FRA)     | 27e                  |
| 17                   | Rinaldo Nocentini (ITA) | 7e                   |
| 18                   | Aliaksandr Usau (BLR)   | AB                   |

| Barloworld BAR | Barloworld BAR             | Barloworld BAR |
| -------------- | -------------------------- | -------------- |
| Num            | Coureur                    | Pos            |
| 21             | Patrick Calcagni (SUI)     | 51e            |
| 22             | Giampaolo Cheula (ITA)     | 142e           |
| 23             | Baden Cooke (AUS)          | 19e            |
| 24             | Enrico Gasparotto (ITA)    | 12e            |
| 25             | Robert Hunter (RSA)        | 141e           |
| 26             | Paolo Longo Borghini (ITA) | 46e            |
| 27             | Carlo Scognamiglio (ITA)   | 70e            |
| 28             | Mauricio Soler (COL)       | 119e           |

| Bouygues Telecom BTL | Bouygues Telecom BTL   | Bouygues Telecom BTL |
| -------------------- | ---------------------- | -------------------- |
| Num                  | Coureur                | Pos                  |
| 31                   | Dimitri Champion (FRA) | AB                   |
| 32                   | Xavier Florencio (ESP) | 24e                  |
| 33                   | Anthony Geslin (FRA)   | 6e                   |
| 34                   | Vincent Jérôme (FRA)   | 100e                 |
| 35                   | Arnaud Labbe (FRA)     | 30e                  |
| 36                   | Rony Martias (FRA)     | 138e                 |
| 37                   | Alexandre Pichot (FRA) | AB                   |
| 38                   | Sébastien Turgot (FRA) | AB                   |

| Caisse d'Épargne GCE | Caisse d'Épargne GCE      | Caisse d'Épargne GCE |
| -------------------- | ------------------------- | -------------------- |
| Num                  | Coureur                   | Pos                  |
| 41                   | José Joaquín Rojas (ESP)  | 34e                  |
| 42                   | Imanol Erviti (ESP)       | 85e                  |
| 43                   | José Iván Gutiérrez (ESP) | 84e                  |
| 44                   | Arnaud Coyot (FRA)        | AB                   |
| 45                   | Pablo Lastras (ESP)       | 72e                  |
| 46                   | Luis Pasamontes (ESP)     | 38e                  |
| 47                   | Vladimir Karpets (RUS)    | 55e                  |
| 48                   | Joaquim Rodríguez (ESP)   | 59e                  |

| Cofidis-Le Crédit par Téléphone COF | Cofidis-Le Crédit par Téléphone COF | Cofidis-Le Crédit par Téléphone COF |
| ----------------------------------- | ----------------------------------- | ----------------------------------- |
| Num                                 | Coureur                             | Pos                                 |
| 51                                  | Sylvain Chavanel (FRA)              | 60e                                 |
| 52                                  | Kevin De Weert (BEL)                | AB                                  |
| 53                                  | Maxime Monfort (BEL)                | 108e                                |
| 54                                  | Frank Høj (DEN)                     | AB                                  |
| 55                                  | Sébastien Minard (FRA)              | 88e                                 |
| 56                                  | Nick Nuyens (BEL)                   | 20e                                 |
| 57                                  | Staf Scheirlinckx (BEL)             | 77e                                 |
| 58                                  | Tristan Valentin (FRA)              | 140e                                |

| Crédit Agricole C.A | Crédit Agricole C.A       | Crédit Agricole C.A |
| ------------------- | ------------------------- | ------------------- |
| Num                 | Coureur                   | Pos                 |
| 61                  | Dmitriy Fofonov (KAZ)     | 32e                 |
| 62                  | Alexandre Botcharov (RUS) | 71e                 |
| 63                  | Simon Gerrans (AUS)       | 147e                |
| 64                  | Sébastien Hinault (FRA)   | AB                  |
| 65                  | Jeremy Hunt (GBR)         | AB                  |
| 66                  | Thor Hushovd (NOR)        | 8e                  |
| 67                  | Gabriel Rasch (NOR)       | 148e                |
| 68                  | Éric Berthou (FRA)        | 116e                |

| CSF Group Navigare CSF | CSF Group Navigare CSF     | CSF Group Navigare CSF |
| ---------------------- | -------------------------- | ---------------------- |
| Num                    | Coureur                    | Pos                    |
| 71                     | Emanuele Sella (ITA)       | 57e                    |
| 72                     | Francesco Tomei (ITA)      | AB                     |
| 73                     | Luis Felipe Laverde (COL)  | 115e                   |
| 74                     | Tiziano Dall'Antonia (ITA) | 50e                    |
| 75                     | Matteo Priamo (ITA)        | 69e                    |
| 76                     | Maximiliano Richeze (ARG)  | 23e                    |
| 77                     | Filippo Savini (ITA)       | 125e                   |
| 78                     | Mauro Abel Richeze (ARG)   | AB                     |

| Serramenti PVC Diquigiovanni-Androni Giocattoli SDA | Serramenti PVC Diquigiovanni-Androni Giocattoli SDA | Serramenti PVC Diquigiovanni-Androni Giocattoli SDA |
| --------------------------------------------------- | --------------------------------------------------- | --------------------------------------------------- |
| Num                                                 | Coureur                                             | Pos                                                 |
| 81                                                  | Alessandro Bertolini (ITA)                          | 11e                                                 |
| 82                                                  | Francesco Ginanni (ITA)                             | AB                                                  |
| 83                                                  | Danilo Hondo (GER)                                  | 68e                                                 |
| 84                                                  | Daniele Nardello (ITA)                              | 64e                                                 |
| 85                                                  | Niklas Axelsson (SWE)                               | 101e                                                |
| 86                                                  | Gabriele Missaglia (ITA)                            | 45e                                                 |
| 87                                                  | Raffaele Illiano (ITA)                              | 13e                                                 |
| 88                                                  | José Serpa (COL)                                    | 49e                                                 |

| Euskaltel-Euskadi EUS | Euskaltel-Euskadi EUS  | Euskaltel-Euskadi EUS |
| --------------------- | ---------------------- | --------------------- |
| Num                   | Coureur                | Pos                   |
| 91                    | Javier Aramendia (ESP) | 104e                  |
| 92                    | Aitor Galdós (ESP)     | 26e                   |
| 93                    | Íñigo Landaluze (ESP)  | 14e                   |
| 94                    | Koldo Fernández (ESP)  | AB                    |
| 95                    | Egoi Martínez (ESP)    | 143e                  |
| 96                    | Juan José Oroz (ESP)   | 144e                  |
| 97                    | Rubén Pérez (ESP)      | 37e                   |
| 98                    | Alan Pérez (ESP)       | 113e                  |

| La Française des jeux FDJ | La Française des jeux FDJ | La Française des jeux FDJ |
| ------------------------- | ------------------------- | ------------------------- |
| Num                       | Coureur                   | Pos                       |
| 101                       | Sébastien Chavanel (FRA)  | AB                        |
| 102                       | Mickaël Delage (FRA)      | AB                        |
| 103                       | Philippe Gilbert (BEL)    | 3e                        |
| 104                       | Frédéric Guesdon (FRA)    | 91e                       |
| 105                       | Gianni Meersman (BEL)     | AB                        |
| 106                       | Christophe Mengin (FRA)   | AB                        |
| 107                       | Tom Stubbe (BEL)          | 149e                      |
| 108                       | Benoît Vaugrenard (FRA)   | 74e                       |

| Gerolsteiner GST | Gerolsteiner GST        | Gerolsteiner GST |
| ---------------- | ----------------------- | ---------------- |
| Num              | Coureur                 | Pos              |
| 111              | Davide Rebellin (ITA)   | 4e               |
| 112              | Heinrich Haussler (GER) | 131e             |
| 113              | Bernhard Kohl (AUT)     | 130e             |
| 114              | Andrea Moletta (ITA)    | 62e              |
| 115              | Stephan Schreck (GER)   | AB               |
| 116              | Stefan Schumacher (GER) | 54e              |
| 117              | Fabian Wegmann (GER)    | 47e              |
| 118              | Peter Wrolich (AUT)     | 128e             |

| High Road THR | High Road THR         | High Road THR |
| ------------- | --------------------- | ------------- |
| Num           | Coureur               | Pos           |
| 121           | Gerald Ciolek (GER)   | AB            |
| 122           | Bernhard Eisel (AUT)  | 107e          |
| 123           | Roger Hammond (GBR)   | 36e           |
| 124           | George Hincapie (USA) | 42e           |
| 125           | Kim Kirchen (LUX)     | 106e          |
| 126           | Andreas Klier (GER)   | 129e          |
| 127           | Thomas Lövkvist (SWE) | 86e           |
| 128           | Vicente Reynés (ESP)  | AB            |

| Lampre LAM | Lampre LAM              | Lampre LAM |
| ---------- | ----------------------- | ---------- |
| Num        | Coureur                 | Pos        |
| 131        | Alessandro Ballan (ITA) | 16e        |
| 132        | Fabio Baldato (ITA)     | 105e       |
| 133        | Marzio Bruseghin (ITA)  | 132e       |
| 134        | Massimiliano Mori (ITA) | AB         |
| 135        | Mirco Lorenzetto (ITA)  | 5e         |
| 136        | Christian Murro (ITA)   | AB         |
| 137        | Danilo Napolitano (ITA) | AB         |
| 138        | Patxi Vila (ESP)        | 63e        |

| Liquigas LIQ | Liquigas LIQ                | Liquigas LIQ |
| ------------ | --------------------------- | ------------ |
| Num          | Coureur                     | Pos          |
| 141          | Filippo Pozzato (ITA)       | 2e           |
| 142          | Michael Albasini (SUI)      | 118e         |
| 143          | Kjell Carlström (FIN)       | 95e          |
| 144          | Claudio Corioni (ITA)       | 154e         |
| 145          | Murilo Fischer (BRA)        | 96e          |
| 146          | Aliaksandr Kuschynski (BLR) | 117e         |
| 147          | Franco Pellizotti (ITA)     | 15e          |
| 148          | Manuel Quinziato (ITA)      | 97e          |

| LPR Brakes-Ballan LPR | LPR Brakes-Ballan LPR     | LPR Brakes-Ballan LPR |
| --------------------- | ------------------------- | --------------------- |
| Num                   | Coureur                   | Pos                   |
| 151                   | Danilo Di Luca (ITA)      | 58e                   |
| 152                   | Paolo Savoldelli (ITA)    | 87e                   |
| 153                   | Paolo Bailetti (ITA)      | 67e                   |
| 154                   | Riccardo Chiarini (ITA)   | 123e                  |
| 155                   | Giairo Ermeti (ITA)       | 122e                  |
| 156                   | Raffaele Ferrara (ITA)    | 151e                  |
| 157                   | Roberto Ferrari (ITA)     | 152e                  |
| 158                   | Daniele Pietropolli (ITA) | 33e                   |

| Miche-Silver Cross MIE | Miche-Silver Cross MIE      | Miche-Silver Cross MIE |
| ---------------------- | --------------------------- | ---------------------- |
| Num                    | Coureur                     | Pos                    |
| 161                    | Nicola d'Andrea (ITA)       | AB                     |
| 162                    | Enrico Degano (ITA)         | AB                     |
| 163                    | Massimo Giunti (ITA)        | 98e                    |
| 164                    | Pasquale Muto (ITA)         | 137e                   |
| 165                    | Przemysław Niemiec (POL)    | 66e                    |
| 166                    | Eddy Serri (ITA)            | 109e                   |
| 167                    | Krzysztof Szczawiński (POL) | 146e                   |
| 168                    | Stefano Usai (ITA)          | 126e                   |

| NGC Medical-OTC Industria Porte NGC | NGC Medical-OTC Industria Porte NGC | NGC Medical-OTC Industria Porte NGC |
| ----------------------------------- | ----------------------------------- | ----------------------------------- |
| Num                                 | Coureur                             | Pos                                 |
| 171                                 | Piergiorgio Camussa (ITA)           | 121e                                |
| 172                                 | Donato Cannone (ITA)                | 150e                                |
| 173                                 | Francesco Tizza (ITA)               | AB                                  |
| 174                                 | Massimiliano Maisto (ITA)           | 111e                                |
| 175                                 | Diego Nosotti (ITA)                 | AB                                  |
| 176                                 | Francesco Reda (ITA)                | AB                                  |
| 177                                 | Enrico Rossi (ITA)                  | 22e                                 |
| 178                                 | Alessio Signego (ITA)               | AB                                  |

| Quick Step QST | Quick Step QST           | Quick Step QST |
| -------------- | ------------------------ | -------------- |
| Num            | Coureur                  | Pos            |
| 181            | Paolo Bettini (ITA)      | 102e           |
| 182            | Carlos Barredo (ESP)     | 112e           |
| 183            | Tom Boonen (BEL)         | 29e            |
| 184            | Wilfried Cretskens (BEL) | AB             |
| 185            | Gert Steegmans (BEL)     | AB             |
| 186            | Andrea Tonti (ITA)       | 82e            |
| 187            | Matteo Tosatto (ITA)     | 61e            |
| 188            | Giovanni Visconti (ITA)  | 56e            |

| Saunier Duval-Scott SDV | Saunier Duval-Scott SDV    | Saunier Duval-Scott SDV |
| ----------------------- | -------------------------- | ----------------------- |
| Num                     | Coureur                    | Pos                     |
| 191                     | Raivis Belohvoščiks (LAT)  | 127e                    |
| 192                     | José Alberto Benítez (ESP) | 83e                     |
| 193                     | Eros Capecchi (ITA)        | 153e                    |
| 194                     | Ermanno Capelli (ITA)      | 110e                    |
| 195                     | Ángel Gómez (ESP)          | 35e                     |
| 196                     | Manuele Mori (ITA)         | 28e                     |
| 197                     | Aurélien Passeron (FRA)    | 76e                     |
| 198                     | Javier Mejías (ESP)        | AB                      |

| Silence-Lotto SIL | Silence-Lotto SIL        | Silence-Lotto SIL |
| ----------------- | ------------------------ | ----------------- |
| Num               | Coureur                  | Pos               |
| 201               | Robbie McEwen (AUS)      | 80e               |
| 202               | Yaroslav Popovych (UKR)  | 48e               |
| 203               | Christophe Brandt (BEL)  | AB                |
| 204               | Leif Hoste (BEL)         | 120e              |
| 205               | Maarten Tjallingii (NED) | 135e              |
| 206               | Greg Van Avermaet (BEL)  | 53e               |
| 207               | Wim Vansevenant (BEL)    | AB                |
| 208               | Johan Vansummeren (BEL)  | 133e              |

| Slipstream-Chipotle TSL | Slipstream-Chipotle TSL  | Slipstream-Chipotle TSL |
| ----------------------- | ------------------------ | ----------------------- |
| Num                     | Coureur                  | Pos                     |
| 211                     | Magnus Bäckstedt (SWE)   | AB                      |
| 212                     | Julian Dean (NZL)        | 25e                     |
| 213                     | Tyler Farrar (USA)       | AB                      |
| 214                     | Michael Friedman (USA)   | AB                      |
| 215                     | William Frischkorn (USA) | 124e                    |
| 216                     | Martijn Maaskant (NED)   | AB                      |
| 217                     | David Millar (GBR)       | 99e                     |
| 218                     | Christopher Sutton (AUS) | AB                      |

| CSC | CSC                     | CSC |
| --- | ----------------------- | --- |
| Num | Coureur                 | Pos |
| 221 | Fabian Cancellara (SUI) | 1er |
| 222 | Fränk Schleck (LUX)     | 52e |
| 223 | Marcus Ljungqvist (SWE) | 73e |
| 224 | Stuart O'Grady (AUS)    | 89e |
| 225 | Matti Breschel (DEN)    | 40e |
| 226 | Kurt Asle Arvesen (NOR) | 10e |
| 227 | Karsten Kroon (NED)     | 39e |
| 228 | Lars Bak (DEN)          | AB  |

| Team Milram MRM | Team Milram MRM           | Team Milram MRM |
| --------------- | ------------------------- | --------------- |
| Num             | Coureur                   | Pos             |
| 231             | Alessandro Petacchi (ITA) | 18e             |
| 232             | Erik Zabel (GER)          | 17e             |
| 233             | Niki Terpstra (NED)       | 145e            |
| 234             | Christian Knees (GER)     | 94e             |
| 235             | Fabio Sabatini (ITA)      | 65e             |
| 236             | Martin Müller (GER)       | AB              |
| 237             | Alberto Ongarato (ITA)    | 79e             |
| 238             | Marco Velo (ITA)          | 78e             |

| Tinkoff Credit Systems TCS | Tinkoff Credit Systems TCS | Tinkoff Credit Systems TCS |
| -------------------------- | -------------------------- | -------------------------- |
| Num                        | Coureur                    | Pos                        |
| 241                        | Daniele Contrini (ITA)     | AB                         |
| 242                        | Luca Mazzanti (ITA)        | 31e                        |
| 243                        | Ivan Rovny (RUS)           | AB                         |
| 244                        | Alberto Loddo (ITA)        | AB                         |
| 245                        | Alexander Serov (RUS)      | AB                         |
| 246                        | Nikita Eskov (RUS)         | 134e                       |
| 247                        | Nikolay Trusov (RUS)       | 139e                       |
| 248                        | Pavel Brutt (RUS)          | 43e                        |